# For the First Time
"For the First Time" é uma música da banda irlandesa de rock alternativo The Script. Escrita pelos membros da banda Danny O'Donoghue e Mark Sheehan, a música foi lançada em 20 de Agosto de 2010 como o primeiro single do segundo álbum de estúdio da banda, Science & Faith. Estreou em primeiro lugar no Irish Singles Chart, tornando-se o primeio single número um da banda.

## Video clipe
O video clipe apresenta os membros da banda dentro de um estúdio e cenas de um casal que emigrou da Irlanda para Nova York. Uma das personagens no video clipe é interpretada por Eve Hewson, filha de Bono, do U2.

## Desempenhos nas paradas
"For the First Time" estreou em primeiro lugar no Irish Singles Chart  em 10 de Setembro de 2010, tirando Teenage Dream da Katy Perry do topo. Esse foi o primeiro single número um da banda e o terceiro top 10 na Irlanda. O single estreou no quinto lugar do UK Singles Chart antes de subir para a quarta posição na semana seguinte. Na Austrália, "For The First Time" estreou e alcançou o pico de número 12 no Australian ARIA Singles Chart.
| Chart                                          | Melhor colocação |
| ---------------------------------------------- | ---------------- |
| Austrália (ARIA)                               | 12               |
| Bélgica (Ultratip Bubbling Under de Flandres)  | 2                |
| Bélgica (Ultratip Bubbling Under da Valônia)   | 23               |
| Canadá (Canadian Hot 100)                      | 30               |
| Dinamarca (Hitlisten)                          | 39               |
| European Hot 100 Singles                       | 11               |
| O campo songid é OBRIGATÓRIO PARA PARADA ALEMÃ | 83               |
| Hungria (Rádiós Top 40)                        | 29               |
| Irlanda (IRMA)                                 | 1                |
| Itália (FIMI)                                  | 26               |
| Países Baixos (Single Top 100)                 | 14               |
| Nova Zelândia (Recorded Music NZ)              | 20               |
| Escócia (Scottish Singles Chart)               | 2                |
| Suíça (Schweizer Hitparade)                    | 37               |
| Reino Unido (UK Singles Chart)                 | 4                |
| Estados Unidos (Billboard Hot 100)             | 23               |
| Estados Unidos (Billboard Adult Contemporary)  | 5                |
| Estados Unidos (Billboard Adult Top 40)        | 4                |
| Estados Unidos (Billboard Mainstream Top 40)   | 11               |

## Produção
Composição e produção - Danny O'Donoghue, Mark Sheehan

Produção, teclado e guitarra adicionais - Andrew Frampton

Bateria, guitarra, teclado e vocais - The Script

Baixo - Ben Sargeant